# La Grange (Wyoming)
La Grange è un centro abitato (town) degli Stati Uniti d'America, situato nella Contea di Goshen nello Stato del Wyoming. Nel censimento del 2000 la popolazione era di 332 abitanti.

## Geografia fisica
Secondo i rilevamenti dell'United States Census Bureau, la località di La Grange si estende su una superficie di 1,0 km², tutti occupati da terre.

## Popolazione
Secondo il censimento del 2000, a La Grange vivevano 332 persone, ed erano presenti 57 gruppi familiari. La densità di popolazione era di 337,3 ab./km². Nel territorio comunale si trovavano 108 unità edificate. Per quanto riguarda la composizione etnica degli abitanti, il 93,98% era bianco, lo 0,30% era afroamericano, l'1,81% era nativo, l'1,20% proveniva dall'Asia, lo 0,30% proveniva dall'Oceano Pacifico, lo 0,60% apparteneva ad altre razze e l'1,81% a due o più. La popolazione di ogni razza ispanica corrispondeva al 7,53% degli abitanti.
Per quanto riguarda la suddivisione della popolazione in fasce d'età, il 21,7% era al di sotto dei 18, il 39,8% fra i 18 e i 24, il 16,9% fra i 25 e i 44, il 10,5% fra i 45 e i 64, mentre infine l'11,1% era al di sopra dei 65 anni di età. L'età media della popolazione era di 22 anni. Per ogni 100 donne residenti vivevano 96,4 uomini.